# Tidlig alpeviol
Tidlig alpeviol (Cyclamen coum) er en urteagtig knoldplante, der vokser ganske lavt over jorden. Den har afrundet-hjerteformede blade og springer meget tidligt ud med lyserøde (”cyklamenfarvede”) blomster. Planten kan dyrkes i fugtig skygge og overvintre under beskyttelse af et tykt lag visne blade. 

## Beskrivelse
Tidlig alpeviol har sine blade siddende i en grundstillet roset eller flad tue. De er afrundede og hjerte- eller nyreformede med en bølget eller groft tandet rand. Oversiden er – som regel – mørkegrøn med grå, skjoldformede aftegninger, men helt grå eller rent mørkegrønne eksemplarer findes også. Undersiden er vinrød med lyse bladribber. Blomstringen foregår meget tidligt, dvs. i marts-april, hvor man finder blomsterne siddende enkeltvis og endestillet på hver deres stængel. De enkelte blomster er 5-tallige og regelmæssige, men stænglen er bøjet allerøverst, så blomsten er nedadvendt. Kronbladene er runde og normalt lyserøde, men helt hvide og rødviolette blomster findes også. Frugten er en flerrummet kapsel med brune, klæbrige frø. Planten er myrespredt (se myrelegeme).
Rodsystemet består af en skiveformet rodknold, som midt på undersiden har et sted, hvor alle de grove trævlerødder udspringer.
Planten når en højde på ca. 8 cm og en bredde på ca. 20 cm.

## Hjemsted
Tidlig alpeviol har sin naturlige udbredelse i to områder af det sydøstlige Europa og Mellemøsten: dels et bånd fra Bulgarien og rundt om Sortehavet til det nordlige Tyrkiet, Kaukasus og Alborzbjergene, og dels et mindre område fra Hatayprovinsen i det sydvestlige Tyrkiet via Libanon og Syrien til Israel. Planten er knyttet til lyse skove med en humusrig jordbund, der er fugtig fra om vinteren og til hen på foråret.
I den bjergrige Strandža naturpark, som ligger i det sydøstlige Bulgarien, finder man en vegetation, som overlevede beskyttet under den seneste istid. Her er der bevaret skove med mange tertiære relikter, og her vokser arten sammen med bl.a. almindelig ildtorn, almindelig taks, bærperikon, Cicer montbretii (en art af Kikært-slægten), Epimedium pubigerum (en art af Bispehue), Ilex colchica (en art af kristtorn), kaukasisk blåbær, mispel, orientalsk bøg, pontisk dafne, pontisk rododendron, Quercus hartwissiana (en art af eg), Scilla bithynica (en art af skilla), storblomstret perikon, Symphytum tauricum (en art af kulsukker) og trælyng

## Underarter
- Cyclamen coum subsp. coum (vest- og sydvestlig) — bladene er oftest glatte, kronbladenen er 0,8–1,4 cm
- Cyclamen coum subsp. caucasicum (øst) — bladene er bølgede — kronbladene er 1,2–2 cm

## Galleri
|  |  |
|  |  |